# Сенцу
Сенцу или Сенцу-яма (яп. 船通山 сэнцу:дзан) — гора в Японии на острове Хонсю, на границе префектур Симане и Тоттори (регион Санъин).
Высота над уровнем моря составляет 1142 метров. Около вершины растёт тис остроконечный возрастом около 2000 лет, считающийся крупнейшим в мире женским экземпляром этого вида.
На склонах горы берёт своё начало река Хии. На горе добывали железный песок для производства стали. Эта область являлась важным центром выплавки железа в печах татара. Для добычи песка использовалась технология канна-нагаси (яп. 鉄穴流し): на склоне горы прокапывали каналы, в которые ссыпалась выветрившаяся железосодержащая порода. После этого по каналу пускали воду, уносившую землю и пустую породу, в то время как железный песок оседал в канале.